# Boldoc
Boldoc (románul Bolduț) falu Romániában, Kolozs megyében.

## Története
Határában a Horgosalján római kori települést és temetkezőhelyet tártak fel.
1941 előtt Mezőbő része volt. 1941-ben 758 lakosából 703 román volt.